# Dipsy Selolwane
Diphetogo Selolwane est un footballeur botswanais né le 27 janvier 1978.
Il a joué plusieurs matchs avec l'équipe du Botswana.

## Vie privée
En juin 2019, il annonce avec l'actrice Marang Molosiwa qu'ils allaient avoir un enfant en juin 2019. Il s'agit du deuxième enfant de Selolwane.